# Tomás Hirsch
Tomás René Hirsch Goldschmidt (Santiago, 19 de julio de 1956) es un político chileno que actualmente es diputado de la República por el distrito 11, que agrupa a las comunas de Las Condes, Lo Barnechea, Vitacura, La Reina y Peñalolén. 
Fue uno de los fundadores del Partido Humanista de Chile (PH) y su principal líder desde la muerte de Laura Rodríguez en 1992 hasta su renuncia al partido en 2020. Fue candidato a la presidencia de la República por el PH en las elecciones de 1999 y 2005. En mayo de 2020 renunció al PH y actualmente es miembro del partido Acción Humanista.

## Biografía
Hijo de Jorge Hirsch Bachrach y Lisa Goldschmidt Gilinsky, ambos inmigrantes judeo-alemanes que escaparon del Holocausto, estudió Ingeniería Civil en la Universidad de Chile, sin terminar su carrera.
Está casado con Juanita Vergara Loyola, licenciada en historia del arte de la Universidad de Chile, con quien tiene dos hijos.
Ha trabajado como panelista y columnista en las radios La Clave, Futuro, Agricultura y USACH, así como en Vía X y Bío Bío TV.

## Carrera política

### Inicios en el humanismo
Trabajó en un comienzo como empresario fotográfico y se dedicó a difundir las ideologías del Movimiento Humanista Internacional. Detractor de la dictadura militar, en 1984 fue uno de los fundadores del Partido Humanista de Chile (PH), el que se legalizaría en 1988, mismo año en que participaría en la fundación de la Concertación de Partidos por el No, el 2 de febrero.
En el Plebiscito Nacional de 1988, fue un activo participante; fue dirigente nacional del "Movimiento por Elecciones Libres", trabajó en la organización de la Red de Apoderados Humanistas, que cubrió el 95% de las mesas de votación y fue uno de los coordinadores de la Campaña por el No.
En 1989, en las primeras elecciones democráticas tras la dictadura militar, asume como coordinador de la campaña a diputada por La Reina y Peñalolén de Laura Rodríguez, presidenta del Partido Humanista en esa época. Además, actúa como miembro de la campaña de Patricio Aylwin a la presidencia.
Tras la victoria de Aylwin en las elecciones, Tomás Hirsch asume como embajador de Chile en Nueva Zelanda entre 1990 y 1992., renunciando al cargo tras la muerte de Laura Rodríguez en 1993.

### Líder del Partido Humanista y elección de 1999
De regreso en Chile, diferencias ideológicas con los principales líderes de la Concertación desembocan en la salida del Partido Humanista de la coalición de gobierno. Ese año, el Partido Humanista lanza una lista presidencial y parlamentaria propia, donde Hirsch participa como candidato a diputado por las comunas de San Joaquín, Macul y La Granja, pero no sale electo. En 1994 asume como Presidente del Partido , y en este período, el Partido Humanista se vuelve extremadamente crítico al Gobierno, reclamando la urgente tramitación de reformas institucionales, económicas y sociales.
En 1997, el Partido Humanista insiste en una lista parlamentaria en solitario, donde Hirsch fue candidato por el distrito en el que fue elegida Laura Rodríguez en 1989. Aunque sube su votación con respecto a 1993, no es electo. En enero de 1999, organiza la reunión de la Internacional Humanista en Chile, y es proclamado candidato presidencial del partido. En dichas elecciones presidenciales, queda en tercer lugar, obteniendo 36.235 votos (el 0,51% de los votos).

### Juntos Podemos y elección presidencial de 2005

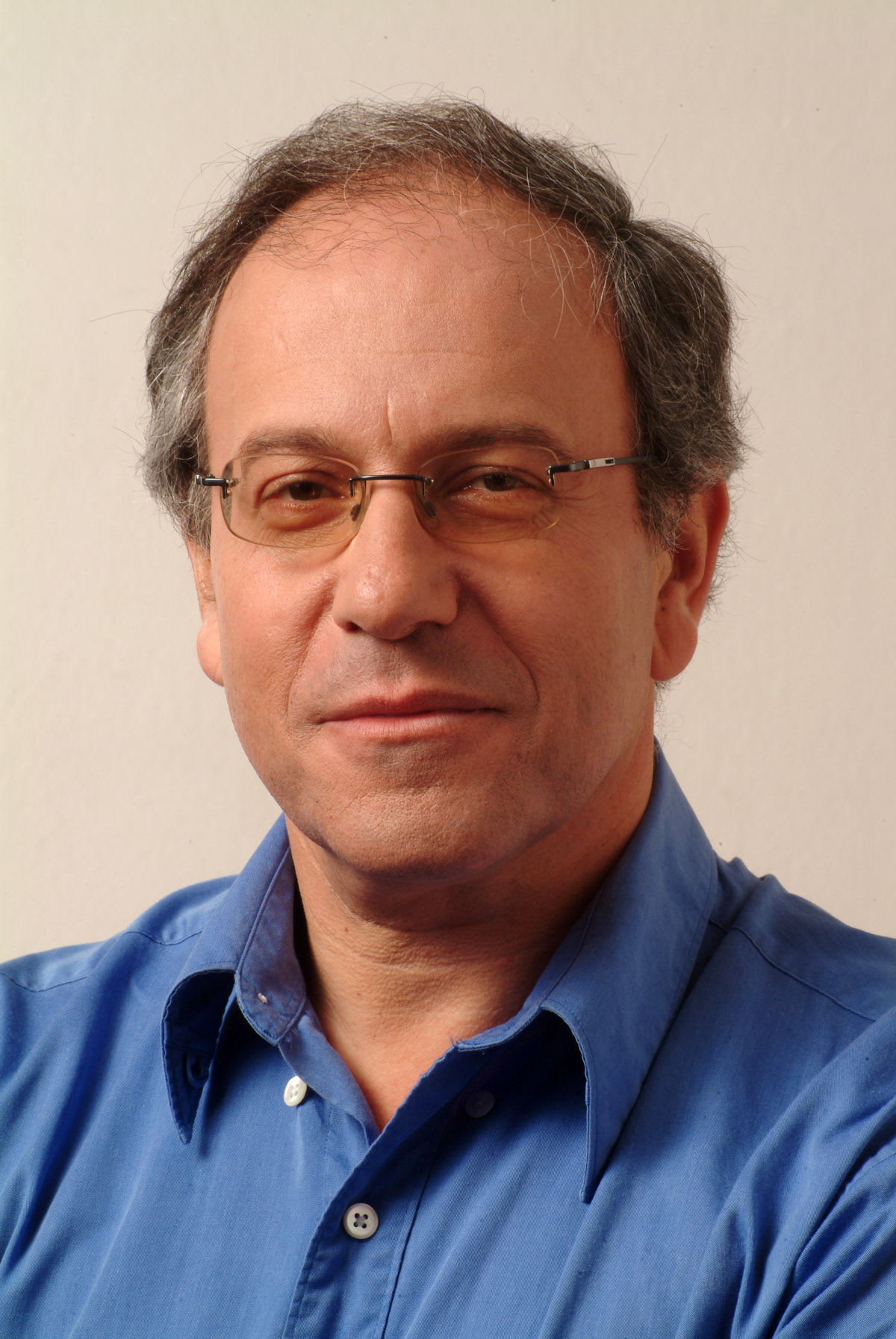
Foto de la campaña presidencial de Hirsch de 2005.

Tras el fuerte revés electoral, Tomás Hirsch no retoma la dirigencia del partido (que había abandonado para asumir su candidatura) y crea la Fundación Laura Rodríguez. Sin embargo, en 2003 vuelve a la política cuando su partido decide integrarse a la alianza "PODEMOS" al cual se afiliaron diversos partidos de la izquierda extraparlamentaria, como el Partido Comunista de Chile o la Izquierda Cristiana. Dicho movimiento, convertido en el pacto "Juntos Podemos Más", participa en las elecciones municipales en 2004.
En dichos comicios, el pacto protagoniza una de las sorpresas al obtener un resultado de 5,89 % en la elección de alcaldes y de un 9,17 % en la de concejales, obteniendo 4 alcaldías y más de 90 concejales. Tras el éxito de esta elección, el pacto Juntos Podemos decide continuar con miras a las elecciones presidenciales del año siguiente.
El Partido Humanista lo proclama nuevamente como su precandidato y, tras la renuncia de los precandidatos de los restantes partidos del pacto Juntos Podemos Más, es elegido como candidato a la presidencia para los comicios presidenciales del año 2005. Su candidatura fue inscrita ante el Servicio Electoral el lunes 12 de septiembre de aquel año. Entre sus propuestas, fue el primer candidato presidencial en la historia del país en incluir la iniciativa del matrimonio entre personas del mismo sexo en su programa de gobierno, como lo dejó expuesto en uno de los debates presidenciales.
Obtuvo un 5,4 % con 372 609 votos en la elección presidencial, porcentaje inferior a sus proyecciones en campaña, que se empinaban por los dos dígitos, aunque las encuestas le adjudicaban entre 3 % y 8 %.

### Vocero del Humanismo
Tras las elecciones de 2005, Hirsch toma un perfil más bajo en la actualidad nacional, reapareciendo en algunas ocasiones en la agenda política, como por ejemplo durante el conflicto de los contratistas de CODELCO en 2007. Ese mismo año es nombrado «Vocero del Humanismo para Latinoamérica» y lanza su libro El Fin de la Prehistoria, un Camino hacia la Libertad.

### Carrera política por el Frente Amplio, su posterior renuncia y creación de Acción Humanista
Con el fin de derrotar al binominalismo en Chile, nuevas organizaciones y conglomerados políticos nacieron previo a las elecciones de 2017, entre estas se encontraba el Frente Amplio, conglomerado que reunía a diferentes organizaciones políticas, donde el Partido Humanista fue un miembro fundador. Durante 2017, Tomás Hirsch se convirtió en precandidato a diputado por el Distrito 11, distrito en el que se disputaron primarias con otros candidatos del Frente Amplio. Estas elecciones primarias parlamentarias junto a la presidencial se realizaron el 2 de julio de 2017. Los resultados fueron favorables a Hirsch, siendo confirmado como candidato a la diputación señalada.
Luego de meses de campaña, Tomás Hirsch logró imponerse como ganador de la lista frenteamplista, siendo electo diputado por el distrito 11.
Renunció al Partido Humanista el 5 de mayo de 2020, junto con otros 275 militantes, señalando diferencias al interior de la colectividad. El 29 de julio de ese mismo año anunció la creación de un nuevo movimiento llamado Acción Humanista.

## Historial electoral

### Elecciones parlamentarias de 1993
- Elecciones parlamentarias de 1993 a Diputado por el distrito 25, La Granja, Macul y San Joaquín, Región Metropolitana de Santiago.[9]

### Elecciones parlamentarias de 1997
- Elecciones parlamentarias de Chile de 1997, a Diputado por el Distrito 24, La Reina y Peñalolén, Región Metropolitana de Santiago[10]

### Elección presidencial de 1999
- Elecciones presidenciales de 1999, Primera vuelta[11]

### Elecciones municipales de 2000
Elecciones municipales de 2000, para la alcaldía de Santiago

### Elecciones presidenciales de 2005
- Elecciones presidenciales de 2005, Primera vuelta[13]

### Elecciones parlamentarias de 2017
- Elecciones parlamentarias de 2017, a Diputado por el distrito 11 (La Reina, Las Condes, Lo Barnechea, Peñalolén y Vitacura)[14]

### Elecciones parlamentarias de 2021
- Elecciones parlamentarias de 2021, a Diputado por el distrito 11 (La Reina, Las Condes, Lo Barnechea, Peñalolén y Vitacura)[15]